# Ерыдаг
Ерыдаг (лезг. Яру Сув) — вершина Водораздельного хребта Большого Кавказа в Дагестане.
Популярное место альпинизма. Место проведения Чемпионата России по альпинизму в скальном классе 2002 года.
В переводе с лезгинского языка название вершины означает «Красная гора».